# Xian de Shibing
Le xian de Shibing (施秉县 ; pinyin : Shībǐng Xiàn) est un district administratif de la province du Guizhou en Chine. Il est placé sous la juridiction de la préfecture autonome miao et dong de Qiandongnan.

## Démographie
La population du district était de 143 968 habitants en 1999.